# O Fiasco
O Fiasco (em húngaro: A Kudark) é um livro (ISBN 8574795720) do Prêmio Nobel de Literatura Imre Kertész publicado originalmente em 1988.
Faz parte de trilogia que inclui "Sem Destino" e "Kaddish para uma Criança que não Nasceu".
Foi publicado no Brasil em 2004 pela Editora Planeta.